# James Godday
James Godday, spotykana jest również pisownia Godday James (ur. 9 stycznia 1984 w Kadunie) – nigeryjski lekkoatleta (sprinter), medalista olimpijski z 2004.
Wystąpił w sztafecie 4 × 400 metrów na mistrzostwach świata w 2003 w Paryżu, lecz drużyna nigeryjska biegnąca w składzie: Musa Audu, Bola Lawal, Godday i Abayomi Agunbiade została zdyskwalifikowana w eliminacjach. Na igrzyskach afrykańskich w 2003 w Abudży zdobył srebrny medal w tej konkurencji (sztafeta biegła w składzie: Agunbiade, Godday, Lawal i Audu), a w biegu na 400 metrów odpadł w półfinale.
Zdobył srebrny medal w sztafecie 4 × 400 metrów na mistrzostwach Afryki w 2004 w Brazzaville (sztafeta nigeryjska biegła w składzie: Godday, Saul Weigopwa, Lawal i Enefiok Udo-Obong).
Na igrzyskach olimpijskich w 2004 w Atenach nigeryjska sztafeta 4 × 400 metrów w składzie: Godday, Audu, Weigopwa i Udo-Obong wywalczyła brązowy medal. Na mistrzostwach świata w 2005 w Helsinkach Godday odpadł w półfinale biegu na 400 metrów. Zajął 5. miejsce w tej konkurencji na mistrzostwach Afryki w 2006 w Bambous. Odpadł w półfinale biegu na 400 metrów na Igrzyskach Wspólnoty Narodów w 2006 w Melbourne, a nigeryjska sztafeta 4 × 400 metrów w składzie: Lawal, Godday, Weigopwa i Udo-Obong zajęła 5. miejsce. Godday zajął 4. miejsce w biegu na 400 metrów na igrzyskach afrykańskich w 2007 w Algierze. Odpadł w eliminacjach sztafety 4 × 400 metrów na mistrzostwach świata w 2007 w Osace (biegła w składzie: Lawal, Godday, Victor Isaiah i Weigopwa).
Zdobył brązowy medal w biegu na 400 metrów na mistrzostwach Afryki w 2008 w Addis Abebie, a sztafeta 4 × 400 metrów z jego udziałem zajęła 5. miejsce. Na igrzyskach olimpijskich w 2008 w Pekinie odpadł w półfinale biegu na 400 metrów. Na mistrzostwach Afryki w 2010 w Nairobi zdobył brązowy medal w sztafecie 4 × 400 metrów (w składzie: Weigopwa, Godday, Tobi Ogunmola i Isah Salihu), a w biegu na 400 metrów odpadł w półfinale. Zajął 5. miejsce w biegu na 400 metrów na igrzyskach afrykańskich w 2011 w Maputo.
Godday był mistrzem Nigerii w biegu na 400 metrów w latach 2005, 2006 i 2011.
Rekordy życiowe:
| Konkurencja        | Data i miejsce          | Wynik |
| ------------------ | ----------------------- | ----- |
| bieg na 200 metrów | 1 lipca 2007, Kotonu    | 21,02 |
| bieg na 300 metrów | 24 maja 2005, Praga     | 32,79 |
| bieg na 400 metrów | 23 czerwca 2008, Abudża | 44,90 |